# Amir Péretz
Amir Péretz (hebreo: עָמִיר פֶּרֶץ, Bejaad, Marruecos, 9 de marzo de 1952) es un sindicalista, político y parlamentario israelí. Desde el 17 de mayo de 2020 al 13 de junio de 2021 fue el ministro de Economía de Israel. En el 2006 ocupó el cargo de Ministro de Defensa en el gobierno israelí, hasta que fue reemplazado por Ehud Barak en el 2007. Péretz se desempeñó durante una década como secretario general de la federación sindical Histadrut. Fue líder del Partido Laborista de Israel del 2005 al 2007 y del 2019 al 2021.

## Biografía
Nació con el nombre de Armand Péretz en Bejaad, Marruecos. Su padre era el presidente de la comunidad judía y poseía una gasolinera. La familia emigró a Israel en 1956. Se establecieron en lo que posteriormente sería la ciudad de Sederot. Péretz acudió al instituto en Sederot. Sirvió en las Fuerzas Armadas de Israel como oficial de logística en la brigada de paracaidistas, alcanzando el rango de capitán.
Durante la guerra de Yom Kipur, en octubre de 1973, Peretz fue malherido en la batalla del Mitle. Estuvo un año ingresado en un hospital mientras se recuperaba. Tras salir del hospital, compró una granja en la población de Nir Akiva. Aún en silla de ruedas, comenzó a cultivar hortalizas y flores para la exportación. Durante este período conoció a su mujer Ajlamá, con la cual se casó. Tienen cuatro hijos.

## Carrera política
En 1983, atendiendo a una petición de sus amigos, se presentó a la alcaldía de Sederot por el Partido Laborista. Su victoria acabó con un largo período de mandatarios derechistas, tanto del Likud como del partido nacional religioso Mafdal. Fue el primero de una larga lista de ayuntamientos que cayeron en manos laboristas. Como alcalde, relanzó la educación y trabajó para mejorar las precarias relaciones con los kibutzim de la zona.

### Histadrut
En 1988 fue elegido miembro de la Knéset. En 1994, tras un intento fallido de hacerse con el control del Histadrut, apoyó a Jaim Ramón en su candidatura para liderar esta organización, presentando una lista independiente en contra del candidato propuesto por el entonces líder laborista Isaac Rabin. Consiguieron su objetivo, y Péretz se convirtió en la mano derecha de Ramón dentro del Histadrut. Esto dejó a Péretz aislado dentro del Partido Laborista. Pero en diciembre de 1995, cuando Ramón entró en el gobierno de Israel tras el asesinado de Rabin, Péretz asumió la dirección del Histadrut. Durante su primeros años al frente de la organización, Péretz se comportó como un gran agitador, provocando fácilmente huelgas generales. Durante varios años, la enconomía israelí sufrió una gran perdida de jornadas laborales debido a las huelgas. A veces, la excusa para declarar una huelga general era simplemente una declaración inoportuna del ministro de finanzas de turno, como fue el caso del ministro Yiakov Ne'emán en 1996. Sin embargo, en los últimos años, Péretz se ha vuelto mucho más moderado, probablemente para dar una mejor imagen de cara a sus ambiciones de llegar a ser primer ministro de Israel. Durante el período en el cual Benjamín Netanyahu se hizo cargo de la cartera de finanzas, Péretz cooperó con el gobierno en la adopción de reformas estructurales y económicas, las cuales han llevado a Israel a una economía más liberal. Péretz ha afirmado que "la huelga más efectiva es la que no ocurre".

### Am Ejad
En 1999, Péretz se escindió del Partido Laborista y creó el suyo propio, Am Ejad (hebreo, «Un solo pueblo»). El Am Ejad consiguió dos escaños en la Knéset en las elecciones generales de 1999, y tres en 2003. Como la llegada al poder del Likud había debilitado mucho al laborismo y los programas sociales habían sido desmantelados, Péretz comenzó a hacerse muy popular entre las clases obreras israelíes, y a principios de 2004 se decía que era "un caballero blanco que rescataría al laborismo de su letargo". Tras largas negociaciones con Shimon Peres y otros líderes laboristas, el partido Am Ejad se fusionó con el Partido Laborista en verano de 2005.

### Retorno al Partido Laborista
Tras la fusión, Péretz se presentó a las primarias del Partido Laborista, promoviendo la idea de romper la coalición con el Likud, liderado por el primer ministro Ariel Sharón. Su objetivo es devolver a los laboristas a sus políticas socialistas tradicionales. Péretz se impuso por un ligerísimo margen (42% a 39%) a Shimon Peres, el líder saliente, en las primarias del 9 de noviembre de 2005. El tercer candidato, Benjamín Ben-Eliezer, recibió un 16% de los votos. Shimon Peres ha pedido una investigación interna al considerar que ha habido fraude en algunos colegios electorales. Sin embargo, Eitan Cábel, secretario general del Partido Laborista, desmintió estas acusaciones alegando que los resultados de todos los colegios electorales han sido confirmados por los representantes de ambos candidatos.

### Elecciones de 2006 y entrada en el gobierno
Las últimas elecciones generales en Israel se celebraron el 28 de marzo de 2006. Fueron anticipadas debido a la decisión de Péretz de retirar su apoyo al gobierno de Israel, que consistía en una coalición entre el Likud y los laboristas. Si Amir Péretz hubiese salido victorioso en las elecciones y formado gobierno, hubiera sido el primer jefe de gobierno no askenazí de Israel.
Sin embargo, la formación de Peretz quedó en segundo lugar tras el Kadima, liderado por el sucesor de Sharon, Ehud Ólmert. No obstante, los laboristas aceptaron unirse a la coalición liderada por Olmert. Durante las negociaciones para formar gobierno, Peretz pidió el Ministerio de Economía, pero finalmente aceptó el Ministerio de Defensa, reemplazando a Shaul Mofaz. Peretz fue nombrado también vicepresidente.
Durante su mandato como Ministro de Defensa, el 12 de julio dio inicio la Segunda Guerra del Líbano entre Israel y Hezbolá, tras el secuestro de dos soldados israelíes por estos últimos en la frontera norte de Israel. Peretz, junto con el primer ministro Ehud Ólmert, decidieron responder a las agresiones y lanzaron una campaña contra el grupo encubierto por el gobierno de Líbano, Hezbolá. Durante 33 días, los ataques fueron realizados por aire y tierra, dañando y destruyendo los escondites y la infraestructura del Hezbolá. En las últimas 48 horas de la guerra, Peretz presionó con una masiva operación terrestre. Las tropas terrestres se trasladaron en los helicópteros para apoderarse con éxito del terreno comprendido entre la frontera libanesa y el río Litani. Una comisión fue creada por el gobierno para investigar la guerra, el Comité Winograd, consideró que la decisión de lanzar esta operación fue racional y justificada. En junio de 2007 Barak lo reemplazó en el Ministerio de Defensa.

### Pérdida del liderato laborista
En las elecciones internas del 28 de mayo de 2007, Péretz apenas logró el tercer lugar, quedando detrás del ex primer ministro Ehud Barak y de Ami Ayalon, quienes avanzaron a segunda vuelta. El 12 de junio Barak finalmente ganó la elección y relevó a Péretz como líder del laborismo.

## Ideas políticas y sociales
Péretz está fuertemente comprometido con las problemas sociales y el fortalecimiento del estado del bienestar. Ha declarado que "cuando lleve dos años en el gobierno, habré erradicado la pobreza infantil en Israel". Sin embargo, también ha reiterado su apoyo a la economía de mercado. Esto conlleva que durante los últimos años Peretz se haya ido acercando a las tesis de la "tercera vía". Por este motivo y por su gran personalidad, Peretz ha sido comparado con el presidente de Brasil, Luiz Inácio Lula da Silva. 
En lo referente a las relaciones con los palestinos y el mundo árabe, Péretz sostiene ideas pacifistas. Fue miembro inicial del movimiento "Peace Now" (Paz Ahora). También perteneció a un grupo de ocho miembros laboristas de la Knéset, conocidos como "los Ocho" y liderados por Yosi Beilin, que intentaron imponer una agenda liberal para el partido en lo referente al proceso de paz con los palestinos. Péretz ve una clara relación entre el proceso de paz y los asuntos sociales de Israel. Cree que el conflicto con los palestinos ha sido un lastre para la solución de algunos de los problemas sociales más acuciantes de Israel, como la creciente desigualdad. Según Péretz, los recursos que se han estado invirtiendo en Cisjordania a modo de distracción social podrían haber arreglado muchos problemas. Piensa que el conflicto ha modificado profundamente a los políticos israelíes, de modo que la tradicional distinción entre derecha e izquierda ya no sirve: en lugar de apoyar a la izquierda socialdemócrata que intentaría resolver sus problemas, las clases bajas han tornado a la derecha más fanática y nacionalista. Al mismo tiempo, la izquierda israelí ha sido usurpada por las clases acomodadas, de modo que el Partido Laborista se ha vuelto elitista. Por eso Péretz ve una relación intrínseca entre el conflicto árabe-israelí y los asuntos internos de Israel.